# August von Stockhausen
August Wilhelm Ernst Stockhausen, seit 1798 von Stockhausen (* 19. Februar 1793 in Berlin; † 31. März 1861 ebenda) war ein preußischer Generalleutnant und 1850/51 Kriegsminister.

## Leben

### Herkunft
Er war das fünfte Kind des 1798 in den preußischen Adelsstand erhobenen Oberstleutnants Christian Ludwig (von) Stockhausen (1746–1820) aus dem thüringischen Adelsgeschlecht Stockhausen und dessen Ehefrau Johanna Susanne Friederike, geborene Lütcke (1761–1840).

### Militärkarriere
Stockhausen trat im Juli 1804 als Junker in das Feldjägerregiment zu Fuß der Preußischen Armee ein. Er nahm 1806 an der Schlacht bei Jena, wurde gefangen genommen und auf Befehl Napoleons in dessen Stab mit nach Berlin genommen und dort seiner Mutter übergeben. Zum 1. Januar 1808 zum Sekondeleutnant befördert, kam Stockhausen Ende Dezember des Jahres zum Garde-Jäger-Bataillon. Während der Befreiungskriege 1813/14 nahm Stockhausen an den Schlachten bei Großgörschen, Bautzen und Paris teil. Zwischenzeitlich zum Premierleutnant befördert, erhielt er für seine Leistungen im Gefecht bei Königstein am 5. April 1814 das Eiserne Kreuz II. Klasse. Nach dem Friedensschluss stieg er Mitte März 1816 zum Kapitän und Kompaniechef auf und wurde am 13. März 1824 zum Major befördert. Als solcher folgte Ende März 1830 seine Versetzung in den Generalstab.
Zwischen 1840 und 1842 war er Chef des Generalstabes des Gardekorps, das damals von Prinz Wilhelm befehligt wurde. Im Jahr 1845 wurde er zum Generalmajor ernannt. Kurze Zeit später wurde er Inspekteur der Besatzungen der Bundesfestungen. Im Jahr 1848 erhielt er zunächst den Befehl über die 9. Infanterie-Brigade in Posen. Noch bevor er diesen Posten antreten konnte, wurde er Chef des Stabes der Truppen unter General Friedrich von Wrangel im Krieg um Schleswig und Holstein. Als Stockhausen bei der Truppe eintraf, hatten sich die dänischen Einheiten bereits auf die Inseln zurückgezogen. 
Im Juli 1848 wurde er zum Kommandeur der 1. Division in Königsberg ernannt. Er selbst strebte allerdings danach Kriegsminister zu werden und versuchte in Berlin für sich zu werben. Als dies erfolglos blieb, bat er um die Versetzung in den Ruhestand. Dies wurde ihm mit Verleihung des Charakters als Generalleutnant mit Pension genehmigt.
Weiterhin gab es politische Kräfte, die Stockhausen als Kriegsminister sehen wollten. Unter anderen deshalb ließ sich Stockhausen in die Zweite Kammer des Preußischen Landtages wählen. Dem Parlament gehörte er von 1849 bis zur Niederlegung seines Mandates am 9. Mai 1849 an. Dort gehörte er der äußersten Rechten an, ohne sich an eine Fraktion zu binden. 
Nach dem Rücktritt von Karl Adolf von Strotha am 27. Februar 1850 wurde er zum Kriegsminister ernannt. Zeitweise machte sich Stockhausen Hoffnungen auch auf das Amt des Ministerpräsidenten. Allerdings gab es persönliche und sachliche Differenzen mit König Friedrich Wilhelm IV. Persönlich warf dieser Stockhausen vor, er sei ein „Feind des Pietismus“ und damit des Christentums. Sachlich vertrat Stockhausen, wie schon sein Vorgänger die Ansicht, dass königliche Kabinettsorder die etwa Personalangelegenheiten wie Beförderungen betrafen, verfassungsgemäß vom Kriegsminister gegengezeichnet werden müssten. 
Nach der Ernennung von Joseph von Radowitz zum Außenminister versuchte Stockhausen einen drohenden Krieg mit Österreich zu verhindern. Man warf ihm fälschlicherweise gar vor, die Vorbereitungen dazu bewusst zu verzögern. Die Verhältnisse zum König blieben gespannt und Stockhausen bat mehrfach um seine Entlassung. Der König verzögerte dies, weil es keinen passenden Ersatzkandidaten gab. Als sich Stockhausen weigerte, höhere Soldzahlungen für Offiziere einiger Garderegimenter im Parlament zu vertreten, wurde er zum 31. Dezember 1851 entlassen. Danach bekleidete er bis 1853 noch die Stelle eines Präses der General-Ordens-Kommission. Auch war Stockhausen 1852/53 Mitglied der Ersten Kammer des Parlaments.
Er wurde nach seinem Tod auf dem Invalidenfriedhof in Berlin beerdigt.

### Familie
Stockhausen heiratete am 18. November 1824 in Angelroda Emilie Charlotte Sophie von Witzleben (* 21. Februar 1788 in Quedlinburg; † 4. Mai 1858 in Berlin), eine Tochter des Generalmajors Heinrich Günther von Witzleben. Die Ehe blieb kinderlos.